# Campbells markatta
Campbells markatta (Cercopithecus campbelli) är en primat i familjen markattartade apor (Cercopithecidae) som förekommer i västra Afrika.

## Beskrivning
Apans päls är på ryggen och sidorna gulgrön till grå och på buken ljusare till vitaktig. Ansiktet är påfallande färgglad med en blå grundfärg, en rosa region kring munnen och ett vitt skägg vid kinden. Kroppslängden (huvud och bål) ligger mellan 35 och 55 cm och vikten går upp till 6 kg.
IUCN delar populationer i två underarter, med C. c. campbelli som förekommer från Gambia och Senegal till Liberia samt C. c. lowei som hittas från Liberia över Elfenbenskusten till Ghana. Habitatet utgörs av olika skogar som fuktiga regnskogar, mangrove och torra skogar. Primaten lever även i savanner med några träd. Andra avhandlingar klassificerar underarterna som självständiga arter.
Individerna är aktiva på dagen och bildar grupper med 8 till 13 medlemmar som består av en hanne, några honor och deras ungar. Dessutom förekommer ungkarlsgrupper med endast hannar. För kommunikationen har de olika läten och kroppsmimik. Varje flock lever i ett revir som försvaras mot andra flockar. Revirets storlek varierar beroende på tillgång till föda. I frodiga områden kan en flock nöja sig med 3 hektar. Födan utgörs av olika växtdelar som frukter, blad och naturgummi.
Per kull föds vanligen ett enda ungdjur. Dräktigheten varar ungefär 6 månader. Efter några dagar vårdas ungdjuret även av andra honor från flocken. Hannar lämnar flocken när de är tre till fyra år gamla.
Campbells markatta hotas i viss mån av jakt för köttets skull samt av skogsavverkningar. I några delar av utbredningsområdet finns ett större bestånd och därför listas arten som nära hotad (NT).